# فرناندو موريل
فرناندو موريل (بالإسبانية: Fernando Morel)‏ هو لاعب اتحاد الرغبي أرجنتيني، ولد في 1 يوليو 1958 في بوينس آيرس في الأرجنتين.

## وصلات خارجية
- فرناندو موريل عل موقع إسبنسكروم (الإنجليزية)